# 비야손

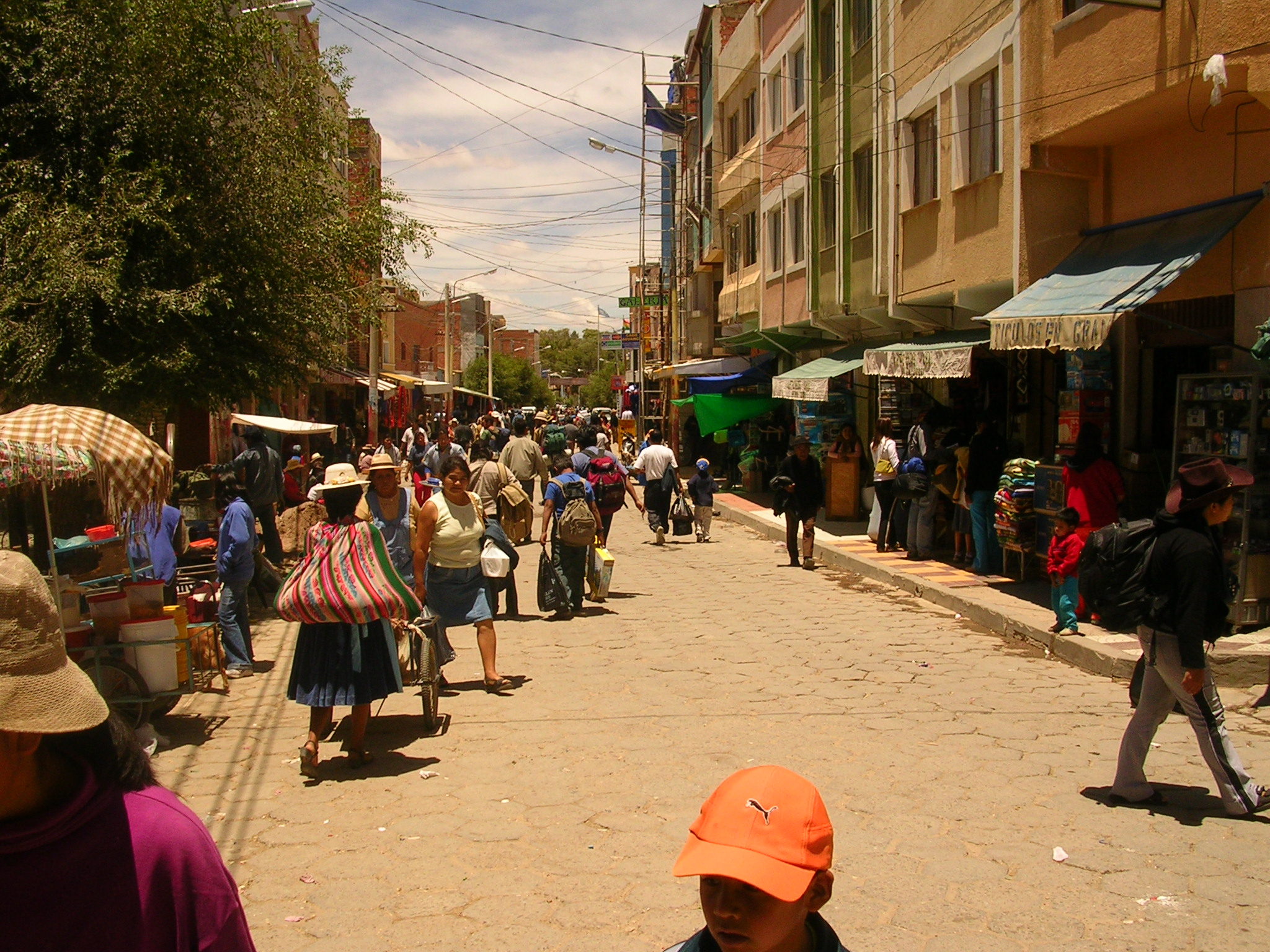
비야손 시가지

비야손(스페인어: Villazón)은 볼리비아 남부에 위치한 포토시 주에 위치한 도시로 높이는 3,447m, 인구는 37,113명(2012년 기준)이다. 아르헨티나 국경과 가까운 지점에 위치한다.